# Determinizm środowiskowy
Determinizm środowiskowy (inaczej: faktor geograficzny, determinizm klimatyczny, enwiromentalizm) – koncepcja dotycząca determinującej roli środowiska i relacji człowiek – środowisko, w której człowiek jest uzależniony od "wszechmocnych" warunków środowiska przyrodniczego. Środowisko daje pożywienie, pracę, stałe miejsce zamieszkania. Eko-antropologia i eko-biologia rozwijają problemy postawione przez determinizm środowiskowy.
Posybilizm środowiskowy (ang. environmental possibilism) – koncepcja ta powstała w XX w., zakłada że warunki środowiska przyrodniczego są nadal wszechmocne, ale człowiek może dokonywać różnych wyborów (człowiek może uciec od tego, co jest uciążliwe)

## Przedstawiciele
Carl Ritter, Ellen Churchill Semple, Ellsworth Huntington, Thomas Griffith Taylor, Hippolyte Taine. Czasami mylnie Friedricha Ratzela postrzegano jako zwolennika determinizmu. Niekiedy prace Jareda Diamonda są charakteryzowane jako próba powrotu do determinizmu środowiskowego. Pierwszy raz poglądy zbliżone do determinizmu środowiskowego zaproponował grecki geograf Strabo, który pisał o wpływie klimatu na psychologiczne predyspozycje różnych ras. Idee te przeniknęły do czasów nowożytnych.

## Determinizm współczesny
Duże znaczenie determinizm zyskał pod koniec XIX oraz na początku XX w. Badaniami nad determinizmem środowiskowym zajmowała się geografia i w mniejszym stopniu antropologia. Do USA poglądy te przyniosła Ellen Churchill Semple, która studiowała w Niemczech u Friedricha Ratzela. Wpływy tej koncepcji zwiększała popularność biologii ewolucyjnej, mimo że dokładna analiza wykazywała raczej zbliżenie determinizmu środowiskowego do lamarkizmu, a nie darwinizmu. Podstawowy argument zwolenników determinizmu środowiskowego opierał się na założeniu, że warunki geograficzne takie jak klimat mogą wpływać na usposobienie jednostek, co potem kształtuje kulturę oraz społeczeństwo z nich złożone. Twierdzono na przykład, że klimat tropikalny powoduje lenistwo oraz promiskuityzm, podczas kiedy częste zmiany pogody w średnich szerokościach geograficznych wyostrzają intelekt. Zdaniem zwolenników takich poglądów, wpływy środowiskowe oddziaływały powoli na ludzką biologię i dlatego ważne było śledzenie migracji, aby przekonać się w jakich warunkach ewoluowały kultury.

## Krytyka
W latach 20. i 30. XX w. determinizm środowiskowy znalazł się w ogniu krytyki. Jego przewidywania w najlepszym przypadku się nie sprawdzały, a często prowadziły do katastrofy. Zwolennicy determinizmu środowiskowego początkowo zareagowali wprowadzając pojęcie posybilizmu środowiskowego, ale ostatecznie większość z nich porzuciła ten pogląd na wiele dziesięcioleci. Po II wojnie światowej determinizm środowiskowy został uznany za pseudonaukowe uzasadnienie dla rasizmu, kolonializmu oraz ludobójstwa. Badacze całkowicie odrzucili jakiekolwiek sugestie, że środowisko geograficzne kształtuje ludzkie zachowanie.